# اتحاد رواندا لكرة القدم
تأسس الاتحاد الرواندي لكرة القدم في عام 1972 وانضم إلى الاتحاد الدولي لكرة القدم في 1978 وانضم إلى الاتحاد الأفريقي لكرة القدم في 1976.